# 229

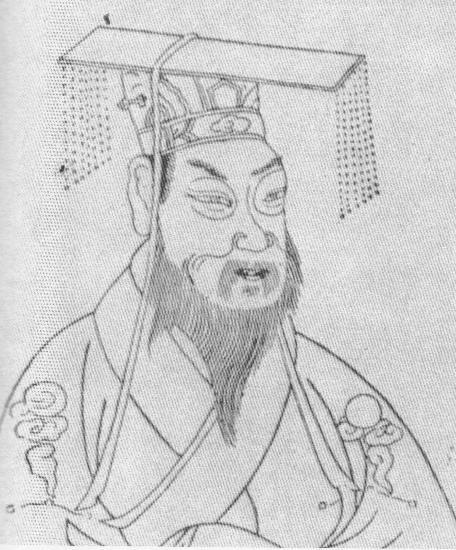
Keizer Sun Quan (182 - 252)

Het jaar 229 is het 29e jaar in de 3e eeuw volgens de christelijke jaartelling.

## Gebeurtenissen

### Egypte
- Ammonius Saccas, Grieks filosoof, legt in Alexandrië de grondslag voor het neoplatonisme. Het omvat de klassieke filosofie en elementen (terminologie) uit filosofische stelsels.

### China
- Sun Quan (r. 229-252) laat zichzelf tot keizer uitroepen en regeert over het koninkrijk Wu. Stichting van de hoofdstad Nanking.
- De politieke invloedssfeer van Wu aan de zuidgrens, wordt gedomineerd door Thaise stammen in Yunnan en Myanmar (Birma).
- Handelaren uit Wu bereiken Vietnam, transport over zee wordt verbeterd. De handel wordt uitgebreid naar Mantsjoerije en Taiwan.

## Overleden
- Lucius Cassius Dio, Romeins historicus (waarschijnlijke datum)